# Брадецел (Горж)
Брадецел (рум. Brădețel) насеље је у Румунији у округу Горж у општини Матасари. Oпштина се налази на надморској висини од 265 m.

## Становништво
Према подацима из 2002. године у насељу је живело 131 становника, од којих су сви румунске националности.